# Actaecia pallida
Actaecia pallida är en kräftdjursart som beskrevs av Nicholls och Barnes 1927. Actaecia pallida ingår i släktet Actaecia och familjen Actaeciidae. Inga underarter finns listade i Catalogue of Life.